# 문희수
문희수(文熙秀, 1965년 3월 15일 ~ )는 전 KBO 리그 해태 타이거즈의 투수이자 해태타이거즈의 전성기시절 선발진의 한 축을 맡았던 '3차전의 사나이'이자 광주일고 3학년이던 1983년 전국대회 3관왕의 주축.

## 출신 학교
- 광주서석초등학교
- 광주충장중학교
- 광주제일고등학교